# Клідаст
Клідаст (Clidastes) — рід вимерлих плазунів підродини Мозазаврові родини Мозазаври підряду ящірок. Мало 4 види. Мешкали 100-86 млн років тому (Крейдовий період).

## Опис
Один з найдавніших мозазаврів, клідаст, був у той же час одним із найдрібніших представників своєї родини. Загальна довжина представників цього роду коливалися від 2 до 4 м, інколи 6,2 м. Тіло його було витонченим і обтічним, голова — вузькою. Тонкий хвіст закінчувався широким плавцем. Перетинки на його ластах були розвинені не дуже добре.

## Спосіб життя
Полюбляли мілину, поверхневі води. Плавали дуже швидко, втім здійснювати у воді спритні повороти не вміли. Живилися переважно рибою (навіть дрібними акулами) та головоногими молюсками.

## Розповсюдження
Рештки знайдені на території Північної Америки.

## Види
- Clidastes propython Cope, 1869
- Clidastes iguanavus Cope, 1868
- Clidastes liodontus Merriam, 1894
- Clidastes moorevillensis Bell, 1997